# Bisbat de Crema
El bisbat de Crema —diocesi de Crema (italià); Dioecesis Cremensis (llatí)— és un bisbat de l'Església catòlica, sufragani de l'arquebisbat de Milà, que pertany a la regió eclesiàstica Llombardia. El 2006 tenia 96.910 batejats d'un total de 97.200 habitants. Està regida pel bisbe Daniele Gianotti.
El sant patró de la diòcesi és Sant Pantaleó, metge i màrtir. La seva festa se celebra el 10 de juny.

## Territori
Els seus límits coincideixen amb els del Cremasco, tal com van anar configurant-se als segles xi i xii, al voltant de la comuna lliure de Crema. Abans que s'originés Crema, encara, la zona va ser evangelitzada vers els segles iv i v a partir de la Pieve di Palazzo Pignano.
La seu episcopal és la ciutat de Crema, on es troba la catedral de Santa Maria Assunta.
Actualment la diòcesi està dividida en sis zones pastorals i 62 parròquies. Tot el seu territori pertany a la província de Cremona.

## Història
El naixement de la diòcesi de Crema, la darrera i la més petita de les llombardes en ésser instituïda, està íntimament relacionada amb l'expansió dels Dominis de Terraferma de la República de Venècia. De fet va començar el 16 de setembre de 1449 el govern de la Serenissima sobre Crema i el cremasco, dos anys més tard, en 1451, va obrir negociacions i va començar les pràctiques per convertir en diòcesi el territori de l'antiga Insula Fulcheria, que en aquell moment exercia la seva jurisdicció eclesiàstica les diòcesis de Cremona, Lodi i Piacenza. Dins de la mateixa ciutat de Crema les parròquies depenien de Piacenza o de Cremona. La bona voluntat veneciana no va ser suficient, però, per canviar l'estat de les coses, ni va tenir la millor de les sorts per l'interès favorable de Sant Carles Borromeo sobre el Papa Pius IV un segle després.
No desoint de maneres les demandes de Crema, el 1579 el papa Gregori XIII hi envià el bisbe de Rimini i el visitador apostòlic no podia deixar d'assenyalar els greus inconvenients d'un territori la jurisdicció espiritual regit per tres bisbes diferents. Finalment amb la butlla Super universas del Papa Gregori XIII l'11 d'abril de 1580 es va erigir la diòcesi de Crema, declarara sufragània de l'arxidiòcesi de Milà, amb territori desmembrat de les diòcesis de Cremona, Lodi i Piacenza.
La situació del territori de Crema, des del punt de vista religiós en 1580, poc abans de l'erecció de la diòcesi, va ser el següent: dins de les muralles de la ciutat, la parròquia de Sant Pere, situada al nord (les esglésies i les seves filials), estava subjecte a la jurisdicció de la diòcesi de Cremona, mentre que la resta de la ciutat, a saber, les parròquies de: Sant Benet, Sant Jaume, i la Catedral de la Santíssima Trinitat estaven sota la diòcesi de Piacenza. La jurisdicció del bisbe de Cremona també es va estendre per tot el territori que estava al nord, al sud i a l'est (en ambdues ribes del Serio) de la ciutat de Crema, és a dir, les parròquies de Castel Gabbiano, Trezzolasco, Casale Cremasco, Vidolasco, Sergnano, Ricengo, Camisano, Bottaiano, Pianengo, Offanengo, Campagnola Cremasca, Vairano Cremasco, Santa Maria dei Mosi, Santa Maria della Croce, San Bernardino, Castelnuovo Cremasco, Madignano, Izano, Salvirola, Ripalta Vecchia, Ripalta Nuova, Zappello, Bolzone, Rovereto, Credera, Rubbiano, Moscazzano, Montodine, Ripalta Arpina, Ripalta Guerina. A ovest della città invece si estendeva la giurisdizione del vescovo di Piacenza,e riguardava invece le parrocchie di: Bagnolo Cremasco, Vaiano Cremasco, Monte Cremasco, Cremosano, Ombriano, Sabbioni, San Michele Cremasco, San Bartolomeo ai Morti, Vergonzana, Capergnanica, Chieve, Palazzo Pignano, Cascine Capri, Cascine Gandini, Scannabue, Torlino Vimercati, Azzano, Trescore Cremasco, Quintano, Pieranica, Casaletto Vaprio, Capralba e Farinate mentre erano sotto la diocesi di Lodi solo le parrocchie di Casaletto Ceredano i Passarera.
La butlla papal s'executà el 21 de setembre de 1580, dia en què el capítol de l'Església Col·legiata de Santa Maria la Major (Duomo) de Crema, a petició de la Santa Seu, elegí vicari general capitular l'ardiaca Leonardo Vimercati per governar la nova diòcesi per designació del seu primer bisbe. El mateix Gregori XIII el 21 de novembre nomenà per al càrrec el noble venecià Gerolamo Diedo, arxipreste de la catedral de Pàdua i, al mateix dia, amb el breu apostòlic Ut res dant sese, declarà la diòcesi com a immediatament subjecta a la Santa Seu.
El 10 de desembre de 1582 Gregori XIII elevà a la dignitat metropolitana la seu de Bolonya, la seva terra natal, i la diòcesi de Crema en passà a ser sufragània.
El 5 de febrer de 1835 el Papa Gregori XVI amb la butlla Romani Pontificis va tornar a declarar la diòcesi de Crema sufragània de l'arxidiòcesi de Milà.
El 20 de juny de 1992 el Papa Joan Pau II va fer la primera visita d'un pontífex a la diòcesi de Crema.
Els límits de la diòcesi coincideixen amb l'antiga província veneciana de Crema. L'únic canvi significatiu en més de 400 anys d'història es va dur a terme 27 d'abril de 2001, quan els bisbes de Cremona Giulio Nicolini i Crema Angelo Paravisi van decidir confiar la parròquia de Sant Antoni de Salvirola de 'Vassalli (Cremona) a la parròquia de Sant Pere Apòstol de Salvirola Cremasca. Les dues parròquies van ser unides de facto i passaren a formar part de la diòcesi de Crema.

## Episcopologi
- Gerolamo Diedo † (21 de novembre de 1580 - 28 de maig de 1584 dimití)
- Gian Giacomo Diedo † (28 de maig de 1584 - 6 de juny de 1616 mort)
- Pietro Emo, C.R. † (6 de juny de 1616 - 27 de setembre de 1629 mort)
- Marcantonio Bragadin † (3 de desembre de 1629 - 12 de gener de 1633 nomenat bisbe de Ceneda)
- Alberto Badoer † (21 de febrer de 1633 - 28 de setembre de 1677 mort)
- Marcantonio Zollio † (18 de juliol de 1678 - 20 d'abril de 1702 mort)
- Faustino Giuseppe Griffoni † (25 de setembre de 1702 - 2 de maig de 1730 mort)
- Lodovico Calini † (11 de setembre de 1730 - 27 de gener de 1751 mort)
- Marcantonio Lombardi † (15 de març de 1751 - 16 de gener de 1782 mort)
- Antonio Maria Gardini, O.S.B. † (23 de març de 1782 - de setembre de 1800 mort)
  - Sede vacante (1800-1807)
- Tommaso Ronna † (18 de setembre de 1807 - 23 d'abril de 1828 mort)
  - Sede vacante (1828-1835)
- Giuseppe Sanguettola † (6 d'abril de 1835 - 10 de febrer de 1854 mort)
  - Sede vacante (1854-1857)
- Pietro Maria Ferrè † (19 de març de 1857 - 20 de juny de 1859 nomenat bisbe de Pavia)
  - Sede vacante (1859-1871)
  - Pietro Maria Ferrè † (20 de juny de 1859 - 27 de març de 1867 nomenat bisbe de Casale Monferrato) (administrador apostòlic)
  - Carlo Macchi † (20 de juny de 1859 - 27 de març de 1867 nomenat bisbe de Reggio Emilia) (bisbe electe)
- Francesco Sabbia † (27 d'octubre de 1871 - 17 de juny de 1893 mort)
- Ernesto Fontana † (18 de maig de 1894 - 4 de novembre de 1910 mort)
- Bernardo Pizzorno † (14 de gener de 1911 - 6 de desembre de 1915 dimití)
- Carlo Dalmazio Minoretti † (6 de desembre de 1915 - 16 de gener de 1925 nomenat arquebisbe de Gènova)
- Giacomo Montanelli † (14 de desembre de 1925 - 23 de novembre de 1928 nomenat arquebisbe titular de Neocesarea del Ponto)
- Marcello Mimmi † (30 de juny de 1930 - 31 de juliol de 1933 nomenat arquebisbe de Bari)
- Francesco Maria Franco † (18 de setembre de 1933 - 10 de juliol de 1950 jubilat)
- Giuseppe Piazzi † (8 d'agost de 1950 - 1 d'octubre de 1953 nomenat bisbe de Bèrgam)
- Placido Maria Cambiaghi, B. † (15 de novembre de 1953 - 28 de febrer de 1963 nomenat bisbe de Novara)
- Franco Costa † (17 d'abril de 1963 - 18 de desembre de 1963 dimití)
- Carlo Manziana, C.O. † (19 de desembre de 1963 - 26 de setembre de 1981 jubilat)
- Libero Tresoldi † (10 de desembre de 1981 - 11 de juliol de 1996 jubilat)
- Angelo Paravisi † (11 de juliol de 1996 - 2 de setembre de 2004 mort)
- Oscar Cantoni, des del 25 de gener de 2005

## Bisbes originaris de la diòcesi
- Rosolino Bianchetti Boffelli, bisbe de Quiché (Guatemala)
- Marco Cé, serví com a Patriarca de Venècia entre 1978 i 2002
- Franco Croci, secretari emèrito de la Prefectura pels Afers Econòmics de la Santa Seu
- Carlo Ghidelli, arquebisbe emèrit de Lanciano-Ortona
- Giovanni Cesare Pagazzi, arquebisbe titular de Belcastro

## Demografia
A finals del 2006, la diòcesi tenia 96.910 batejats sobre una població de 97.200 persones, equivalent al 99,7% del total.
| any  | població | població | població | sacerdots | sacerdots       | sacerdots       | sacerdots             | diaques | religiosos | religiosos | parròquies |
| ---- | -------- | -------- | -------- | --------- | --------------- | --------------- | --------------------- | ------- | ---------- | ---------- | ---------- |
| any  | batejats | total    | %        | total     | clergat secular | clergat regular | batejats por sacerdot | diaques | homes      | dones      |            |
| 1950 | 72.429   | 72.434   | 100,0    | 151       | 133             | 18              | 479                   |         | 49         | 747        | 59         |
| 1970 | 72.687   | 72.700   | 100,0    | 159       | 148             | 11              | 457                   |         | 13         | 495        | 60         |
| 1980 | 80.615   | 80.663   | 99,9     | 147       | 144             | 3               | 548                   |         | 4          | 237        | 61         |
| 1990 | 83.508   | 83.591   | 99,9     | 135       | 131             | 4               | 618                   |         | 5          | 206        | 62         |
| 1999 | 91.680   | 92.005   | 99,6     | 120       | 116             | 4               | 764                   |         | 4          | 126        | 62         |
| 2000 | 92.265   | 92.664   | 99,6     | 116       | 112             | 4               | 795                   |         | 4          | 106        | 62         |
| 2001 | 89.540   | 89.990   | 99,5     | 116       | 112             | 4               | 771                   |         | 4          | 126        | 62         |
| 2002 | 81.947   | 90.000   | 91,1     | 115       | 111             | 4               | 712                   |         | 4          | 126        | 62         |
| 2003 | 89.100   | 92.000   | 96,8     | 116       | 112             | 4               | 768                   |         | 4          | 115        | 62         |
| 2004 | 91.512   | 92.493   | 98,9     | 113       | 109             | 4               | 809                   |         | 8          | 114        | 62         |
| 2006 | 96.910   | 97.200   | 99,7     | 112       | 108             | 4               | 865                   |         | 4          | 95         | 62         |